# راز (فیلم ۲۰۰۶)
راز فیلم مستند استرالیایی-آمریکایی تولید شده در سال ۲۰۰۶ استکه از مجموعه مصاحبه با افراد مختلف ساخته شده‌است تا این اندیشه جدید را اثبات کند که هر چیزی را که می‌خواهد یا نیاز دارید را می‌توانید با اعتقاد به یک  باور و تفکر مکرر به آن و حفظ احساس مثبت و در نهایت جذب خواسته خودتان 
دقیقا همان خواسته یا چیزی بهتر از آن را به دست آورید.
پیام اصلی این فیلم حول یک ایده مرکزی می‌گردد: "قانون جذب". این قانون می‌گوید: افکار ما، چه مثبت و چه منفی، واقعیت زندگی‌مان را شکل می‌دهند. یعنی اگر کسی مدام به موفقیت، ثروت، سلامتی یا شادی فکر کند (با باور قوی و احساس همراه)، جهان به نحوی آن را برایش فراهم خواهد کرد. برعکس، اگر کسی بر ترس، کمبود یا مشکلات تمرکز کند، آن‌ها را به‌سوی خود جذب می‌کند.
پیام‌های کلیدی فیلم:
افکار همان انرژی هستند و انرژی‌های مشابه، یکدیگر را جذب می‌کنند.
اگر بتوانی ذهن و احساساتت را با آن‌چه می‌خواهی هماهنگ کنی، آن را به زندگی‌ات می‌کشی.
مسئولیت کامل زندگی‌ات با خودت است، چون تو با افکارت آن را ساخته‌ای.
فیلم با نقل‌قول از افراد مشهوری مانند افلاطون، شکسپیر، انیشتین، و نویسندگان معاصر، سعی می‌کند این ایده را به‌صورت یک "راز بزرگ تاریخی" معرفی کند که اکنون برملا شده است.
انتقادهای مهم:
فیلم تمرکز زیادی بر "قدرت تفکر مثبت" دارد، اما مسائل اجتماعی، روانی و ساختاری را نادیده می‌گیرد.
برخی منتقدان آن را شبه‌علمی، فریبنده و مبتنی بر ساده‌سازی بیش از حد واقعیت می‌دانند.
در مجموع، فیلم راز بیشتر یک پیام انگیزشی دارد تا تحلیل علمی، و می‌خواهد به بیننده بگوید:
"تو با ذهن و باورهایت می‌توانی زندگی‌ات را دگرگون کنی."
انتشار این فیلم پس از انتشار کتاب با همین نام، مورد توجه چهره‌های رسانه‌ای همچون اپرا وینفری، الن دی‌جنرس و لری کینگ قرار گرفت. همچنین به دلیل ادعاهای خود، جنجال و انتقادهای زیادی دریافت کرده‌است.

## خلاصه داستان
راز، که به عنوان یک فیلم خودیاری توصیف شده‌است، از یک قالب مستند برای ارائه مفهومی با عنوان «قانون جذب» استفاده می‌کند. همان‌طور که در فیلم توضیح داده شده‌است، فرضیه «قانون جذب» بیان می‌کند که احساسات و افکار می‌توانند حوادث، احساسات و تجربیات را جذب کنند، از عملکرد کیهان گرفته تا تعامل بین افراد در امور جسمی، عاطفی و حرفه‌ای آنها. این فیلم همچنین حاکی از آن است که تمایل شدیدی توسط افراد در موقعیت‌های قدرت وجود داشته‌است تا این اصل مهم را برای عموم پنهان نگه دارند.

## معلمان قانون جذب
این فیلم شامل مصاحبه‌هایی با افرادی است که خود را به عنوان متخصص و نویسنده در زمینه‌های فیزیک کوانتومی، روانشناسی، متافیزیک، مربیگری، الهیات، فلسفه، امور مالی، فنگ‌شویی، پزشکی و توسعه شخصی توصیف می‌کنند که به آنها «معلمان راز» گفته می‌شود. برخی از آنها در وب‌سایتهای خود، فیلم راز و ارتباط آنها را با آن تبلیغ می‌کنند. برخی از نمایش‌های مختصر افراد در مصاحبه‌های خود از «قانون جذب» صحبت نمی‌کنند، بنابراین حمایت آنها از مفاهیم، توسط بینندگان فرض می‌شود.
افرادی که به قانون جذب توجه می‌کنند و در این فیلم مصاحبه می‌شوند و بعداً در برنامه‌های تلویزیونی برجسته آمریکا حضور پیدا کرده‌اند، جان آساراف، مایکل بکویت، جان دیمارتینی، باب پراکتور، جک کنفیلد، جیمز آرتور ری، جوزف ویتالی، لیزا نیکولز، ماری الماس و جان گری. دیگر شرکت‌کنندگان در این فیلم که از اعتقاد جدی خود به قانون جذب صحبت کرده‌اند، عبارتند از استر هیکس و جری هیکس (فقط نسخه اصلی)، مایک دولی، دیوید شیرمر و مارسی شیموف. مصاحبه‌شدگان دیگری که در این فیلم مصاحبه کرده‌اند و بدون استفاده از عبارت «قانون جذب» از دیدگاه‌های بسیار مشابهی برخوردار هستند عبارتند از: لی بروور (عضو هیئت مدیره WorldVuer)، هیل دووزکین، باب دویل، کتی گودمن، موریس ای. گودمن، جان هاگلین، بیل هریس، بن جانسون، لورال لانژایر، دنیس ویتلی، نیل دونالد والش، جان گری و فرد آلن وولف.

## کتاب
کتاب همراه با این فیلم توسط راندا برن با عنوان راز منتشر شد (سایمون اند شوستر، ۲۰۰۶). راز در دو قسمت از برنامه اپرا نمایش داده شد - و با رسیدن فیلم به شماره یک در نمودار DVD آمازون در مارس ۲۰۰۷، نسخه کتاب The Secret به لیست شماره یک در لیست پرفروش‌های New York Times رسید. در ماه‌های فوریه تا آوریل ۲۰۰۷، نسخه‌های کتاب و DVD نیز در آمازون، بارنز و نوبل و بوردرز شماره ۱ یا ۲ بود. سایمون اند شوستر چاپ دوم ۲ میلیون نسخه از The Secret را منتشر کرد - «بزرگترین سفارش برای چاپ دوم در تاریخ خود»، در حالی که مجله تایم گزارش فروش سریع دی وی دی را از طریق کتابفروشی‌های عصر جدید و کلیساهای اندیشه نو، از جمله کلیسای یکپارچه و مرکز معنوی بین‌المللی آگاپ نام برد. این کتاب نیز مانند فیلم، به دلیل ادعاهای خود، جنجال و انتقادهای زیادی را تجربه کرده‌است و در چندین برنامه تلویزیونی مورد بررسی و تمسخر قرار گرفته شده‌است.

### تاریخ‌های انتشار
اولین انتشار فیلم راز در ۲۳ مارس ۲۰۰۶ با استفاده از فناوری Vividas از طریق اینترنت پخش شد. هنوز هم از طریق رسانه جاری (یا از طریق DVD در سایت رسمی فیلم) به صورت پرداخت به ازای هر بازدید مشاهده می‌شود. نسخه گسترده جدید "راز" در اول اکتبر ۲۰۰۶ به صورت عمومی منتشر شد.